# St. Willibrord (München)

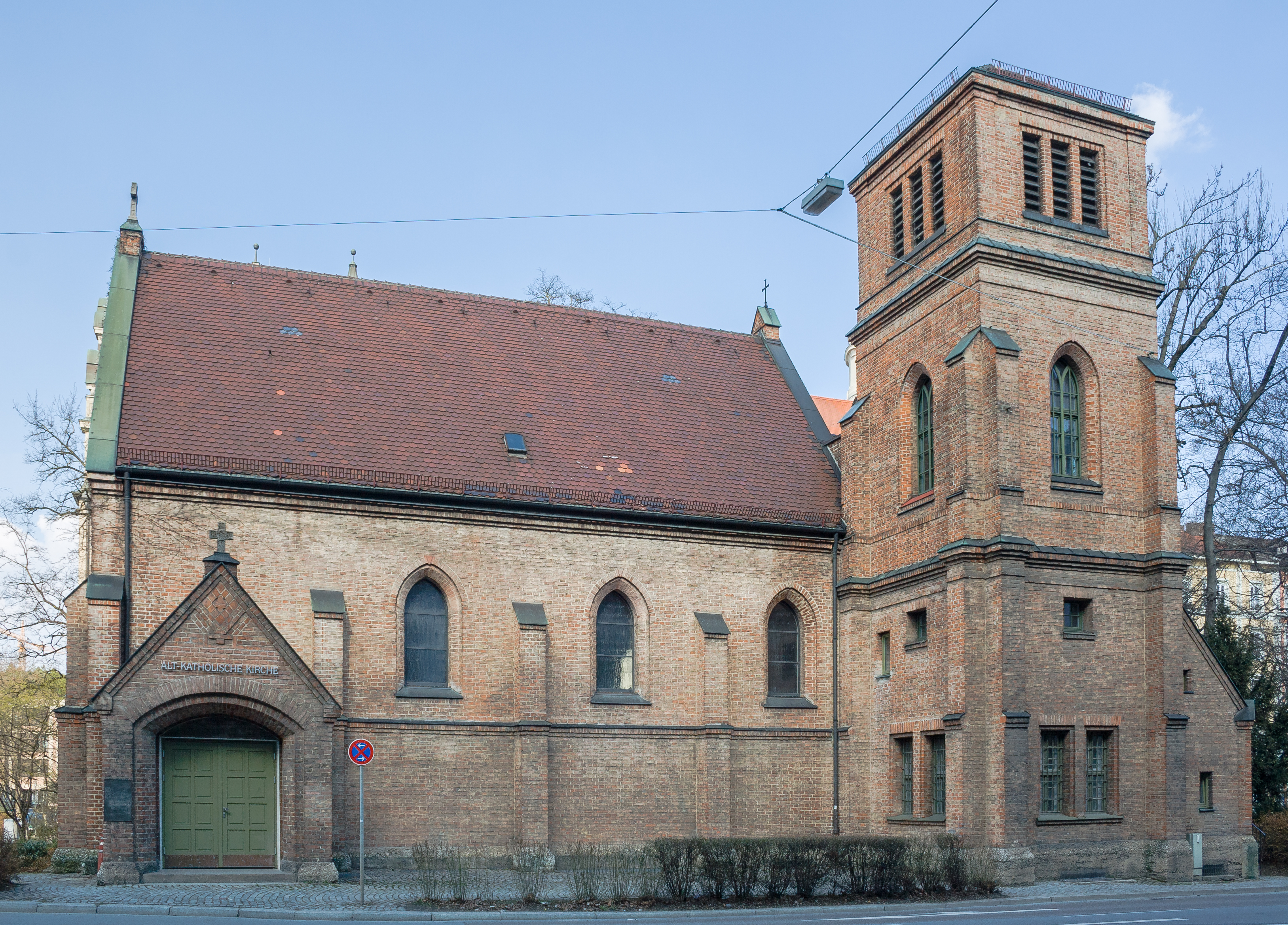
St. Willibrord

St. Willibrord in München ist ein Kirchengebäude der altkatholischen Kirche. Das Bauwerk ist als Baudenkmal in die Bayerische Denkmalliste eingetragen.

## Lage
Das Kirchengebäude liegt an der Blumenstraße 36, gegenüber der Hauptfeuerwache in einem Grünstreifen zwischen der Blumenstraße, die ein Teilstück des Altstadtrings ist, und der Straße An der Hauptfeuerwache in der Nähe des Sendlinger Tors, im Süden des Angerviertels in der Münchner Altstadt im Stadtbezirk Nr. 1 Altstadt-Lehel. Benachbart in demselben Grünstreifen liegt das Münchner Marionettentheater. Das Gelände lag im Bereich des vor den ursprünglichen Stadtmauern verlaufenden Östlichen Stadtgrabenbachs und ist daher auch als Bodendenkmal geschützt.

## Geschichte
In dem 1873 angelegten Grünstreifen zwischen zwei getrennten Fahrbahnen der Blumenstraße (die nördliche Fahrbahn wurde 1995 in An der Hauptfeuerwache umbenannt) wurde etwa zeitgleich das Glockenbachbrunnhaus errichtet, das das abgerissene Brunnhaus im Hayturm ersetzen sollte. Nach Einführung der Wasserversorgung aus dem Mangfalltal wurde 1892 der Wasserturm abgerissen. Das Brunnhaus selber blieb als elektrotechnische Versuchsstation in Betrieb und wurde 1911 abgebrochen.

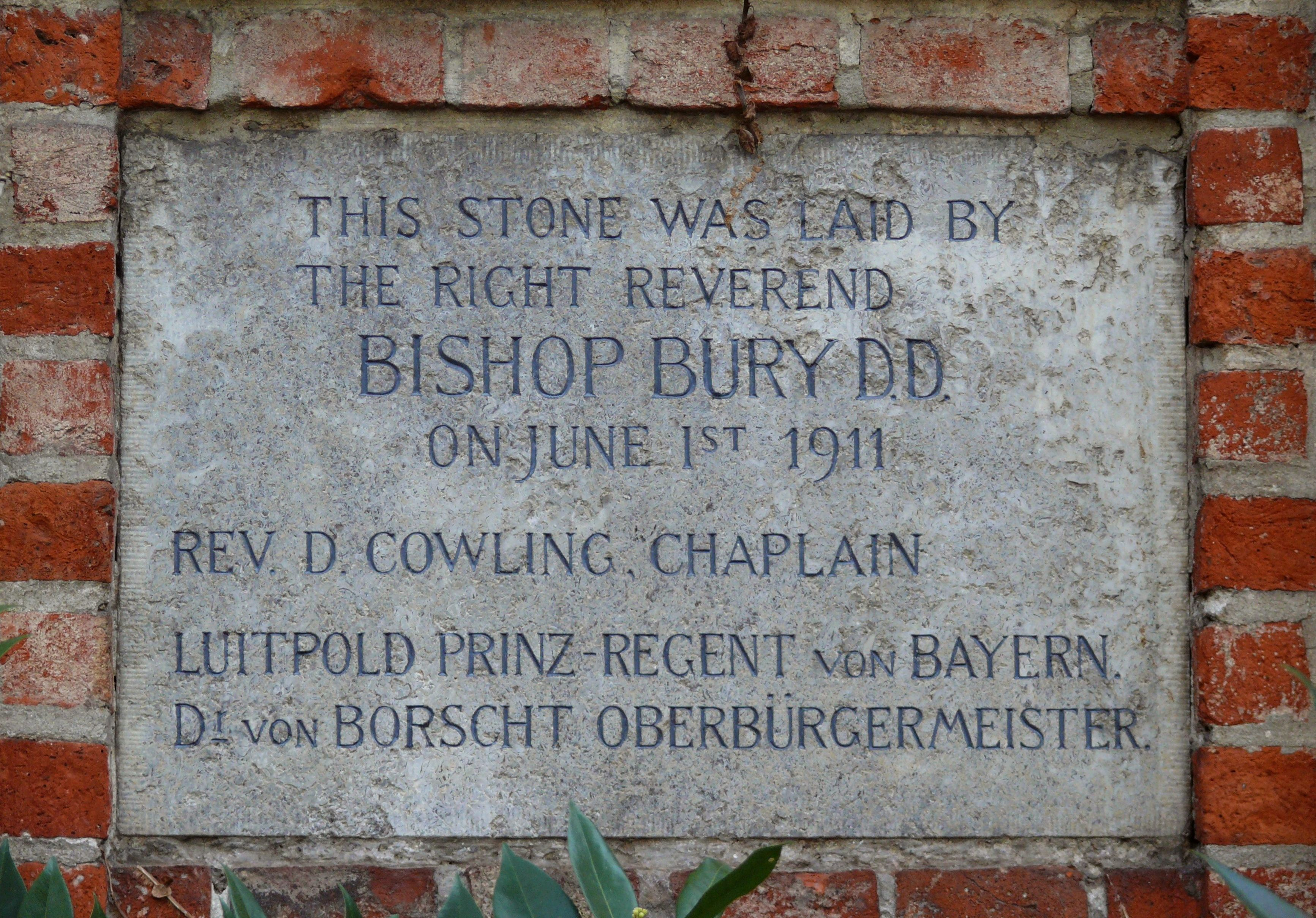
Der Grundstein

Am 1. Juni 1911 legte der englische Bischof Herbert Bury auf diesem Gelände den Grundstein für eine Kirche für englischsprachige Personen anglikanischen Glaubens in München. Das war vor allem das Botschaftspersonal der Britischen Gesandtschaft am bayerischen Hof. Das Gebäude wurde 1911 aus Backstein errichtet und dem heiligen Georg gewidmet. Mit Beginn des Ersten Weltkriegs verließen die britischen Gesandtschaftsangehörigen Bayern.
Nach dem Ersten Weltkrieg wurde die Kirche von der alt-katholischen Gemeinde in München gemietet. Diese war 1871 zunächst als Verein gegründet und erst 1890 als privatkirchliche Gemeinde anerkannt worden. Von 1871 bis 1882 hatte sie zunächst die Kirche St. Nikolai am Gasteig genutzt und dann ein Atelier in der heutigen Kaulbachstraße als Kirche umgebaut, die 1922 verkauft und wegen Baufälligkeit abgerissen wurde. Zunächst wurde die Georgskirche gemeinsam mit der evangelisch-reformierten Gemeinde genutzt, ab dem Jahr 1929 nur noch von der alt-katholischen Gemeinde. 1932 erwarb die alt-katholische Gemeinde das Gebäude.
Im Zweiten Weltkrieg wurde der Bau bei einem Luftangriff in der Nacht vom 24. auf den 25. April 1944 schwer beschädigt. Seite 42 Beim Wiederaufbau, der in vereinfachten Formen erfolgte, wurde die zerstörte Decke, die ursprünglich als Holztonne gebildet war, durch eine Flachdecke ersetzt. Nach ihrer Instandsetzung wurde die Kirche am 19. März 1949 umgewidmet auf den heiligen Willibrord und trägt seither dessen Namen. Seite 46  In den 1950er Jahren entstand das Glasfenster im  Altarraum.
In den 1990er Jahren wurden die Räume unter der Kirche umfangreich renoviert, seither werden sie als Gemeindezentrum genutzt. 2010 wurde die Kirche grundlegend renoviert. Dabei wurden u. a. die Fenster erneuert, der Altarraum umgestaltet und die nach dem Zweiten Weltkrieg eingezogene Flachdecke durch eine Satteldachdecke ersetzt. Von der ursprünglichen Ausstattung der Kirche hat nur der Taufstein den Zweiten Weltkrieg überstanden.

## Architektur

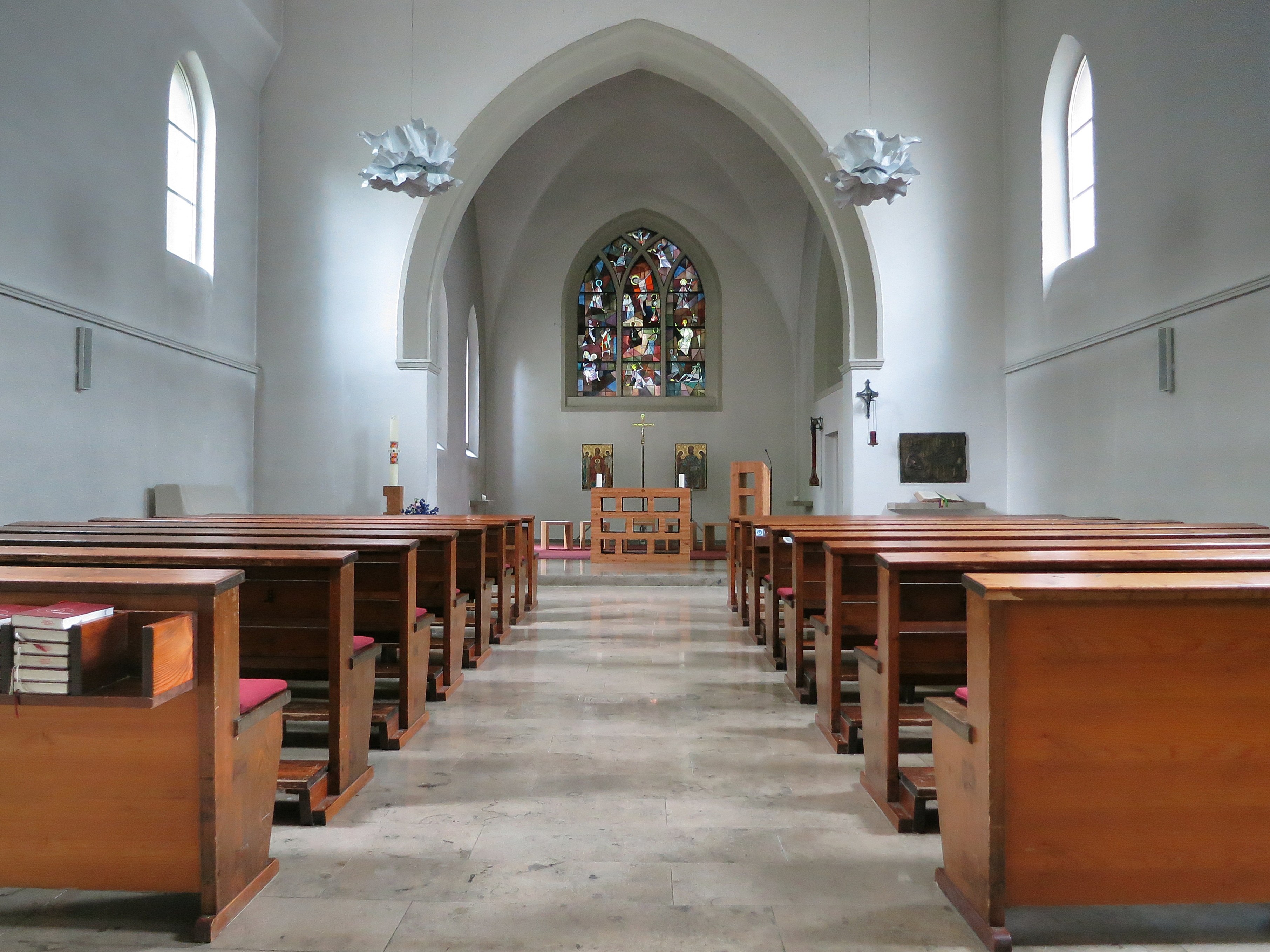
Innenansicht der Kirche

St. Willibrord ist eine Saalkirche. Der Baustil mit außen unverputzten Ziegelmauern erinnert an englische Dorfkirchen. Das Langhaus hat einen rechteckigen Grundriss von etwa 18 × 11 m, das daran angrenzende Presbyterium ist etwa 9 m breit und 6 m tief. Beide tragen ein Satteldach. Die Orientierung der Kirche weicht etwa um 30° von der Ostung ab. An der Südfassade der Kirche an der Blumenstraße steht ein quadratischer Kirchturm mit einer Grundfläche von etwa 5 × 5 m an dem Übergang vom Langhaus zum Presbyterium. Er trägt ein Zeltdach und ist mit einer Höhe von 25 m kaum höher als der Dachfirst des Langhauses. Die Sakristei im Turminneren hat einen Eingangsvorbau mit Pultdach.
Am Westende der Südfassade liegt ein Eingangsvorbau mit Satteldach, hier befand sich ursprünglich der Haupteingang der Kirche. Weil die Blumenstraße auf dieser Seite als Teilstück des Altstadtrings ausgebaut wurde und der Verkehr dort immer mehr zunahm, wurde der Haupteingang 1991/1992 auf die andere Seite des Gebäudes, zur Straße An der Hauptfeuerwache hin, verlegt. Seite 59 Dort führt eine Treppe zu dem Eingang hinauf und ein gläserner, transparenter Vorbau mit Treppe in das Untergeschoss hinunter.
Die Längswände sind an der Außenseite durch dreiviertelhohe Strebepfeiler vertikal und durch ein um die Kirche umlaufendes Gesims horizontal gegliedert. Oberhalb des umlaufenden Gesimses sind kleine Spitzbogenfenster mit klaren Scheiben angeordnet sind. Diese Lage der Fenster ist auf früher an der Innenseite der Längswände angeordnete Emporen zurückzuführen. An der Westwand über der Orgelempore befindet sich ein größeres Spitzbogenfenster mit Maßwerk und klaren Scheiben, darunter ist in der Außenwand der Grundstein eingemauert. Ein weiteres spitzbogiges Maßwerkfenster mit buntem Glasgemälde ist in die Ostwand des Presbyteriums eingelassen.
Das Langhaus hat eine Satteldachdecke aus Holz, das hinter einem spitzen Chorbogen anschließende Presbyterium ein Kreuzgratgewölbe.
Im Untergeschoss befinden sich die Räume des Gemeindezentrums, darunter als größter der Döllingersaal, benannt nach Ignaz von Döllinger, dem bedeutendsten geistigen Vater der alt-katholischen Bewegung.

## Glocken
Die Ursprungskirche hatte keine Kirchenglocke. Der Turm war nicht als Glockenturm errichtet worden, weil die anglikanische Kirche damals in Bayern lediglich als Privatkirchengesellschaft anerkannt war, die keine Glocken verwenden durfte.
Nach Übernahme des Gebäudes durch die Alt-Katholiken baute man den Turm im Jahr 1929 als Glockenturm um und hängte eine vorhandene Glocke aus der Vorgängerkirche in der Kaulbachstraße hier auf. Diese Glocke wurde 1919 gegossen und klingt auf den Schlagton c3, hat einen Durchmesser von 41 cm, eine Höhe von 44 cm und ein Gewicht von etwa 50 kg. Die Schwestergemeinden Kempten und Nürnberg stifteten zwei weitere Glocken, die auf f2 und as2 gestimmt waren. Damit besaß die Kirche ein dreistimmiges Mollgeläute aus so genannten Silberglocken. Seite 39
Diese Glocken wurden vermutlich im Jahr 1929 gegossen und hatten einen Durchmesser von 61 cm und 50 cm und ein Gewicht von etwa 142 kg bzw. 78 kg. Die Weihe der drei Glocken fand im November 1929 statt. Seite 40 Die zwei jüngeren Glocken mussten im Zweiten Weltkrieg (1942) von der Kirchengemeinde zum Einschmelzen für Rüstungszwecke abgegeben werden, S. 42 so dass seitdem nur noch die Glocke aus dem Jahr 1919, die sogenannte Friedensglocke, dort hängt.
Seit 2005 wird die Glocke vor jedem Gottesdienst und jeder Andacht von Hand geläutet. Ein Kreis von rund acht Frauen und Männern aus der Gemeinde läutet abwechselnd nach einem Dienstplan. Vor Eucharistiefeiern wird zwei Mal, vor anderen Gottesdiensten ein Mal geläutet. Das erste Läuten dauert fünf Minuten von 15 bis 10 Minuten vor Beginn der Messe, das zweite etwa drei Minuten von fünf bis zwei Minuten vor Beginn. An den Kartagen, Karfreitag und Karsamstag, sowie vor der Osternacht wird nicht geläutet. In der Feier der Osternacht wird zum Gloria geläutet.

## Orgel

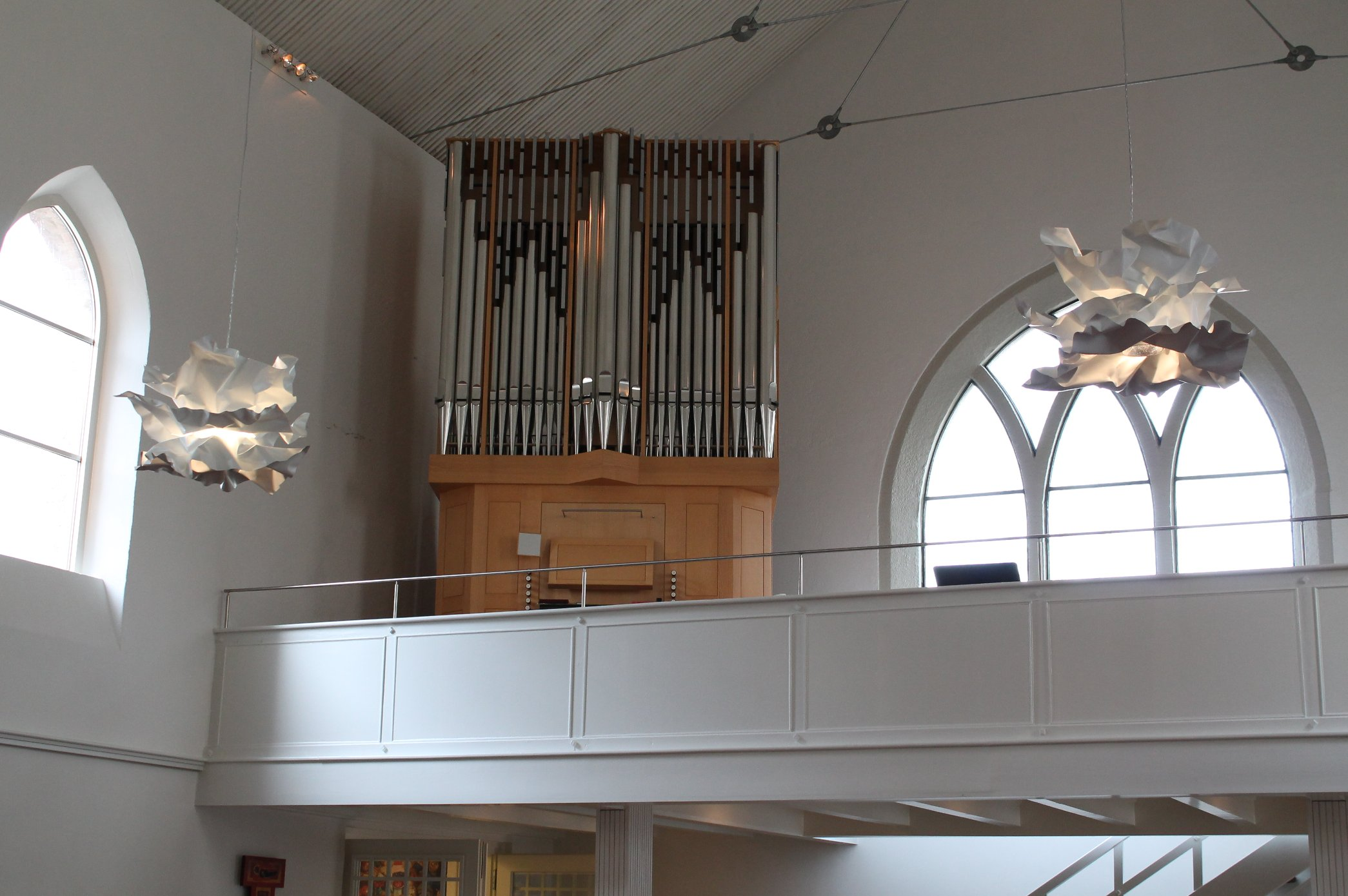
Westempore mit Orgel

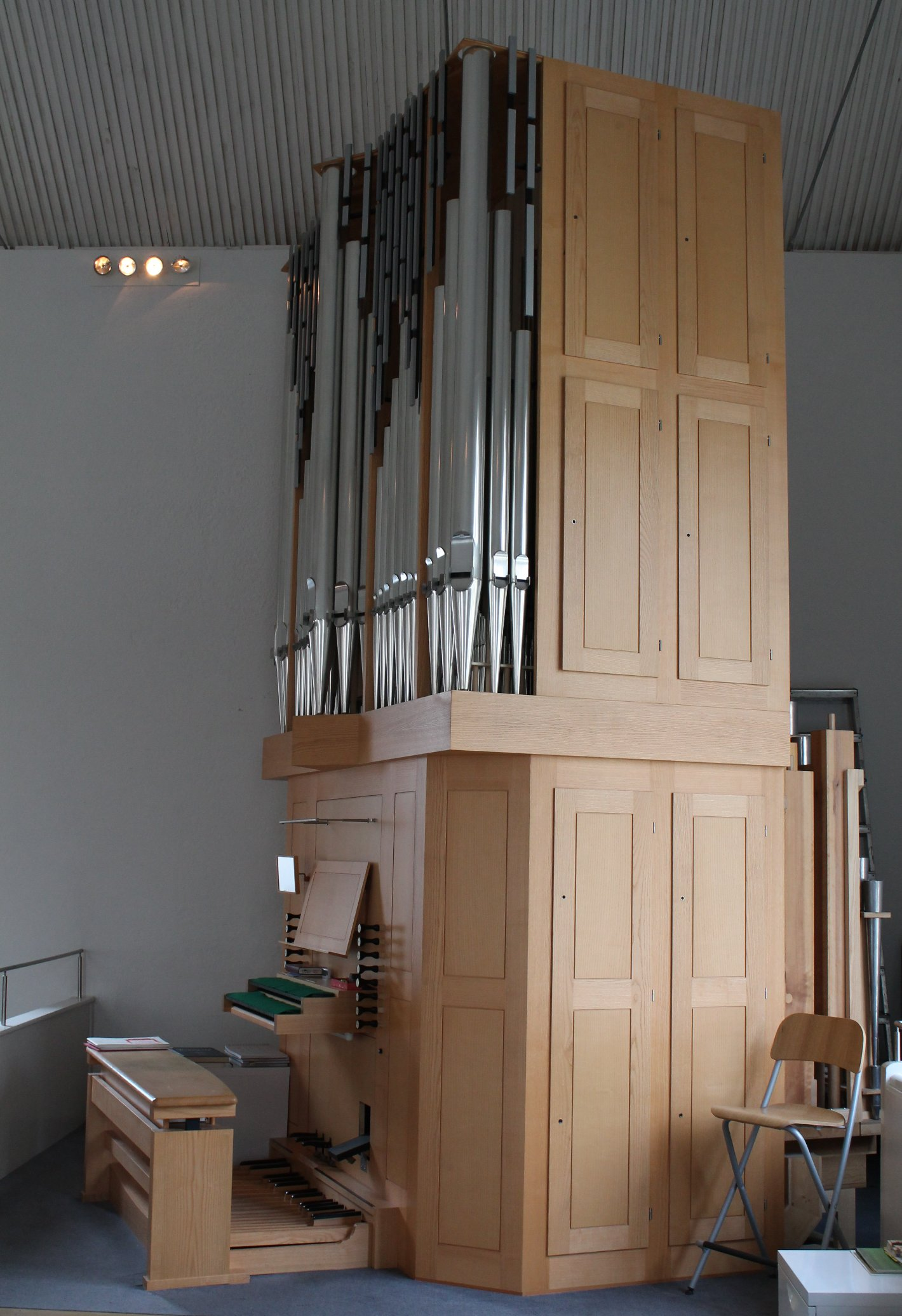
Orgel

Als erste Orgel wurde im Jahr 1913 ein Instrument der Firma Steinmeyer aufgestellt. Im Jahr 1929 wurden Reparaturen fällig, und die Intonation der Orgel entsprach nicht den Vorstellungen der alt-katholischen Gemeinde, so dass die Gemeinde ein anderes Instrument haben wollte. Die Gemeinde trat in Verhandlungen mit der Firma Steinmeyer. Im Februar 1931 machte die Firma einen Vorschlag für Umbau und Erweiterung der Orgel, der realisiert wurde. Seite 41
Nach dem Bombenschaden wurde die Kirche, wie aus Bildern der Empore ersichtlich ist, ohne Orgel wiederaufgebaut. Stattdessen wurde ein Pedalharmonium aufgestellt. Seite 52
 Im Jahr 1960 wurde überlegt, eine elektronische Orgel von Adolf Michel zu kaufen. 1965 wurde der Kauf einer elektronischen Orgel von Michel-Orgelbau geplant und realisiert. Am 27. November 1965 wurde die Orgel eingeweiht. Seite 52

Im Jahr 2004 traf die Gemeinde die Grundsatzentscheidung, wieder eine Pfeifenorgel anzuschaffen. Es wurde eine Orgel des jungen Orgelbauers Gunnar Schmid mit zwölf klingenden Registern auf zwei Manualen und Pedal aufgestellt. Das Instrument wurde am 16. Dezember 2006 eingeweiht. Seite 60 Im darauf folgenden Jahr wurde diese Orgel um drei weitere Register erweitert, Seiten 61 und 78 f. die bereits technisch vorbereitet waren.
| I Hauptwerk C–g3 |                   |       |
| 1.               | Principal         | 8′    |
| 2.               | Holzflöte         | 8′    |
| 3.               | Octav             | 4′    |
| 4.               | Hohlflöte         | 4′    |
| 5.               | Superoctav        | 2′    |
| 6.               | Mixtur III (2007) | 1 ⁄3′ |

| II Schwellwerk C–g3 |                      |        |
| 9.                  | Gedeckt              | 8′     |
| 10.                 | Viola da Gamba       | 8′     |
| 11.                 | Rohrflöte            | 4′     |
| 12.                 | Quinte               | 2 ⁄3′  |
| 13.                 | Waldflöte            | 2′     |
| 14.                 | Terz                 | 1 3⁄5′ |
| 15.                 | Vox coelestis (2007) | 8′     |
|                     | Tremulant (2007)     |        |

| Pedal C–f1 |                   |     |
| 7.         | Subbass           | 16′ |
| 8.         | Fagottbass (2007) | 8′  |

- Koppeln: II/I, II/P, I/P